# Campeonato Europeo de Patinaje de Velocidad sobre Hielo de 1991
El LXXXV Campeonato Europeo de Patinaje de Velocidad sobre Hielo se celebró en Sarajevo (Yugoslavia) del 18 al 20 de enero de 1991 bajo la organización de la Unión Internacional de Patinaje sobre Hielo (ISU) y la Federación Yugoslava de Patinaje sobre Hielo.
Las competiciones se realizaron en el Anillo de Patinaje Zetra de la ciudad yugoslava.

## Resultados

### Masculino
| Evento              | Oro                                       | Plata                                    | Bronce                                      |
| ------------------- | ----------------------------------------- | ---------------------------------------- | ------------------------------------------- |
| 500 m               | Nikolai Guliayev Unión Soviética 38,13 s  | Ådne Søndrål · Noruega · 38,48 s         | Peter Adeberg · Alemania · 38,63 s          |
| 1500 m              | Leo Visser · Países Bajos · 1:56,30       | Peter Adeberg · Alemania · 1:56,68       | Johann Olav Koss · Noruega · 1:56,99        |
| 5000 m              | Johann Olav Koss · Noruega · 6:53,28      | Bart Veldkamp · Países Bajos · 6:55,93   | Leo Visser · Países Bajos · 6:59,07         |
| 10 000 m            | Johann Olav Koss · Noruega · 14:08,38     | Bart Veldkamp · Países Bajos · 14:13,65  | Geir Karlstad · Noruega · 14:16,59          |
| Clasificación total | Johann Olav Koss · Noruega · 162,173 pts. | Leo Visser · Países Bajos · 163,134 pts. | Bart Veldkamp · Países Bajos · 163,498 pts. |

### Femenino
| Evento              | Oro                                     | Plata                                    | Bronce                                          |
| ------------------- | --------------------------------------- | ---------------------------------------- | ----------------------------------------------- |
| 500 m               | Natalia Kozlova Unión Soviética 42,48 s | Gunda Niemann · Alemania · 42,69 s       | Emese Hunyady · Austria · 42,80 s               |
| 1500 m              | Gunda Niemann · Alemania · 2:06,07      | Heike Warnicke · Alemania · 2:09,70      | Natalia Kozlova Unión Soviética 2:11,20         |
| 3000 m              | Gunda Niemann · Alemania · 4:24,25      | Heike Warnicke · Alemania · 4:27,27      | Svetlana Boiko Unión Soviética 4:29,24          |
| 5000 m              | Gunda Niemann · Alemania · 7:31,91      | Heike Warnicke · Alemania · 7:33,12      | Svetlana Boiko Unión Soviética 7:44,70          |
| Clasificación total | Gunda Niemann · Alemania · 173,945 pts. | Heike Warnicke · Alemania · 177,300 pts. | Yvonne van Gennip · Países Bajos · 180,512 pts. |

## Medallero
- Solo se otorgan medallas en la clasificación general.

| Núm. | País         | Oro | Plata | Bronce | Total |
| ---- | ------------ | --- | ----- | ------ | ----- |
| 1    | Alemania     | 1   | 1     | 0      | 2     |
| 2    | Noruega      | 1   | 0     | 0      | 1     |
| 3    | Países Bajos | 0   | 1     | 2      | 3     |
|      | TOTAL        | 2   | 2     | 2      | 6     |